# Seebach, Bas-Rhin
Seebach là một xã thuộc tỉnh Bas-Rhin trong vùng Grand Est đông bắc Pháp.

## Gỗ khung nhà ở Seebach

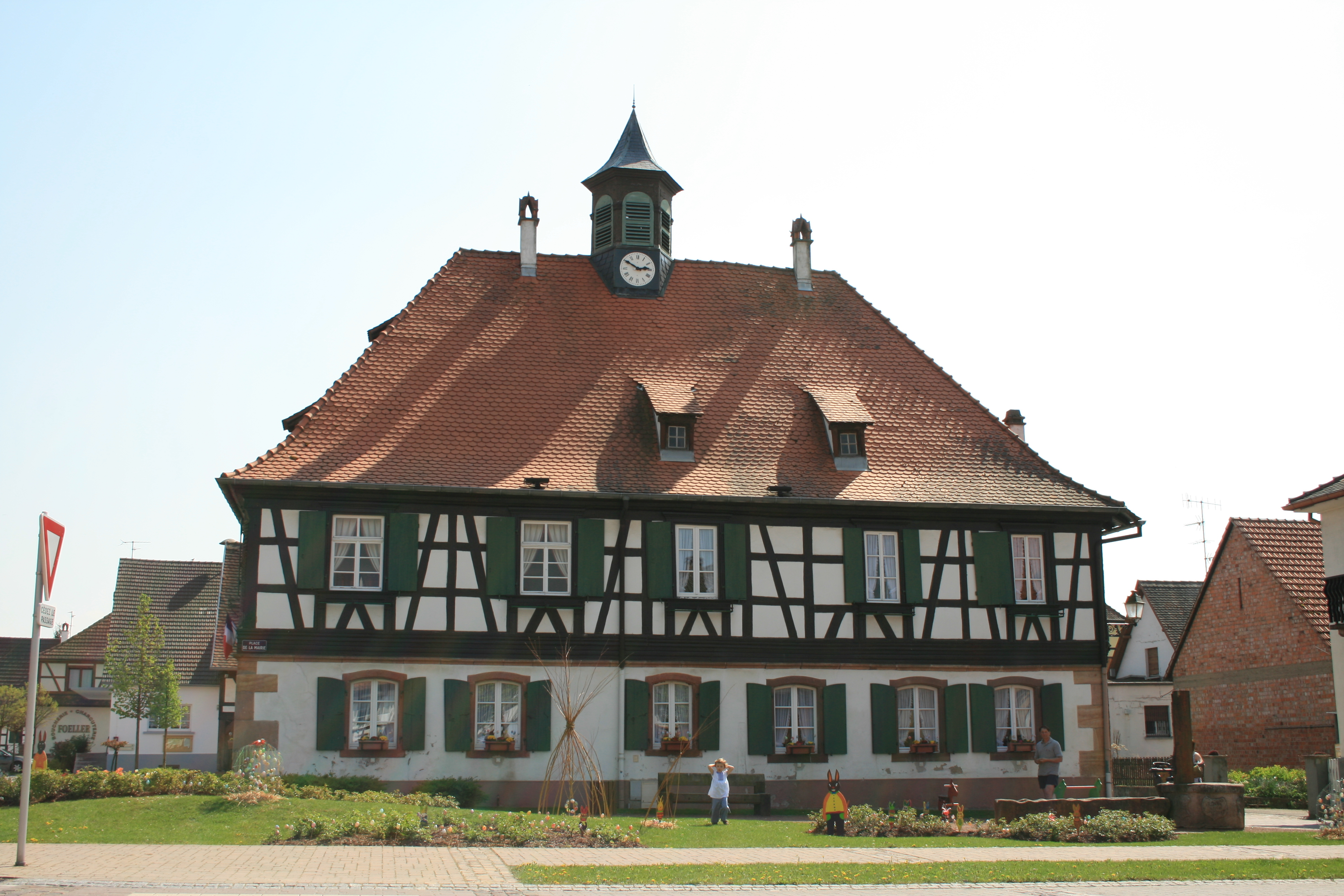
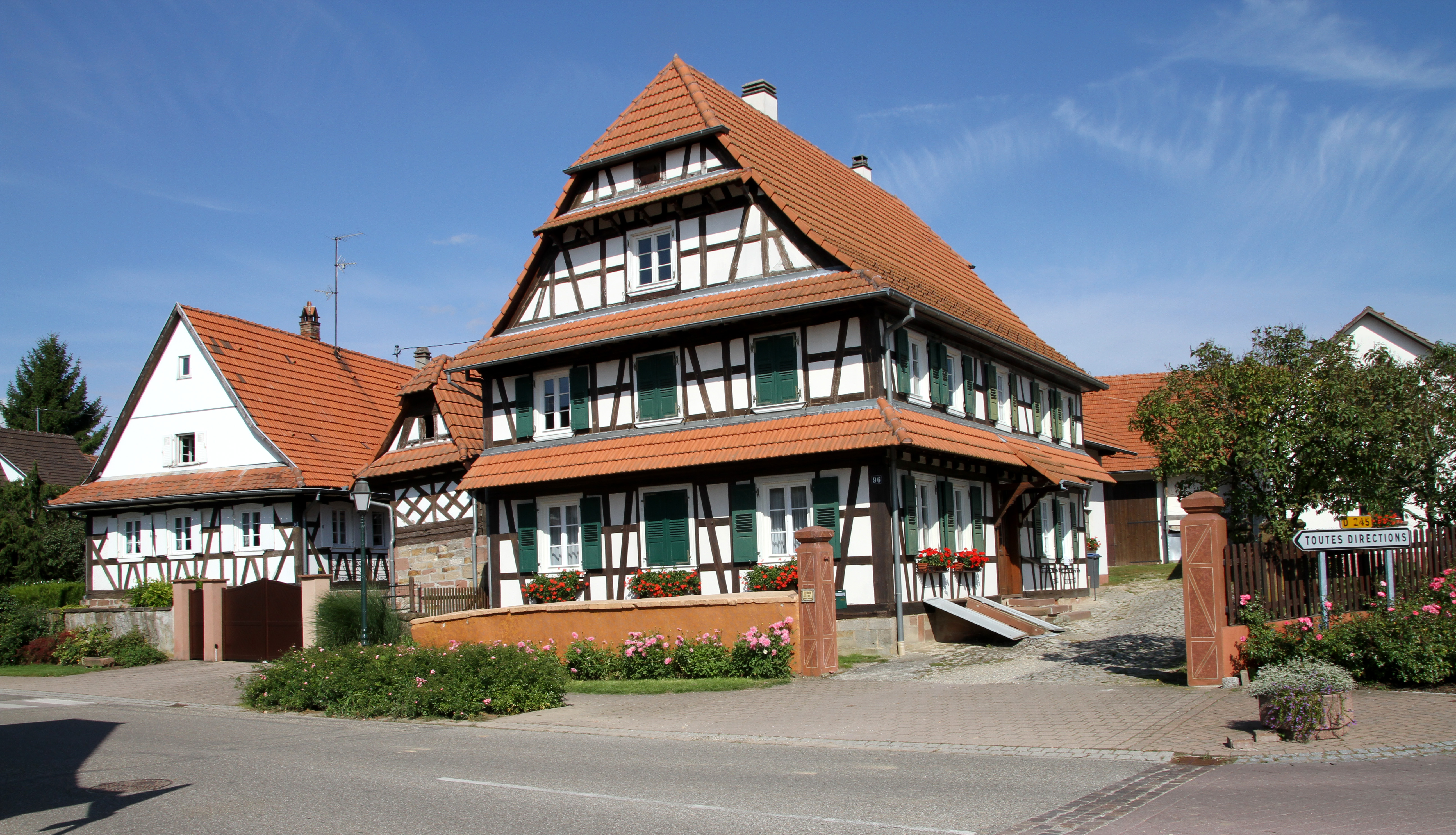
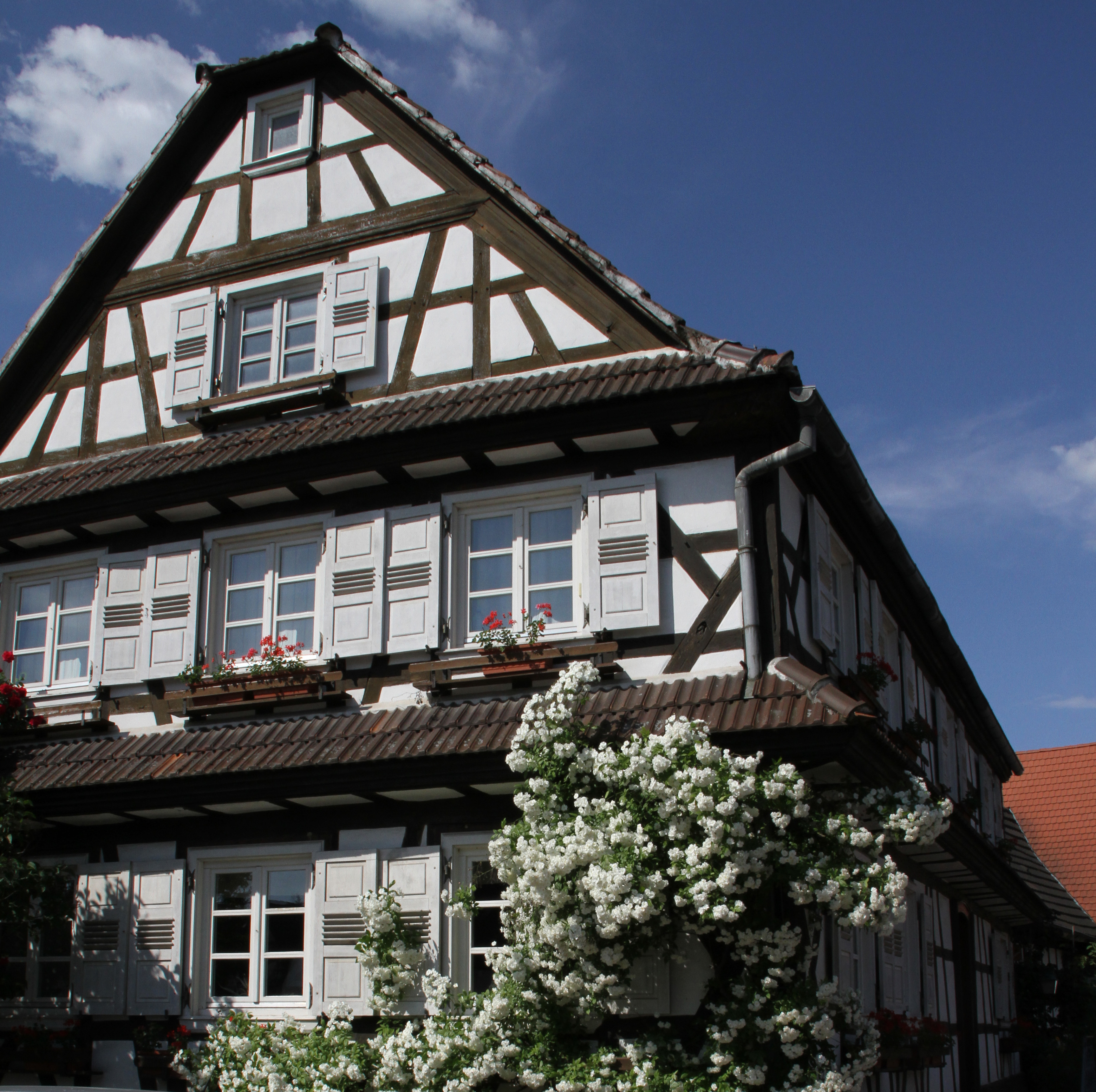
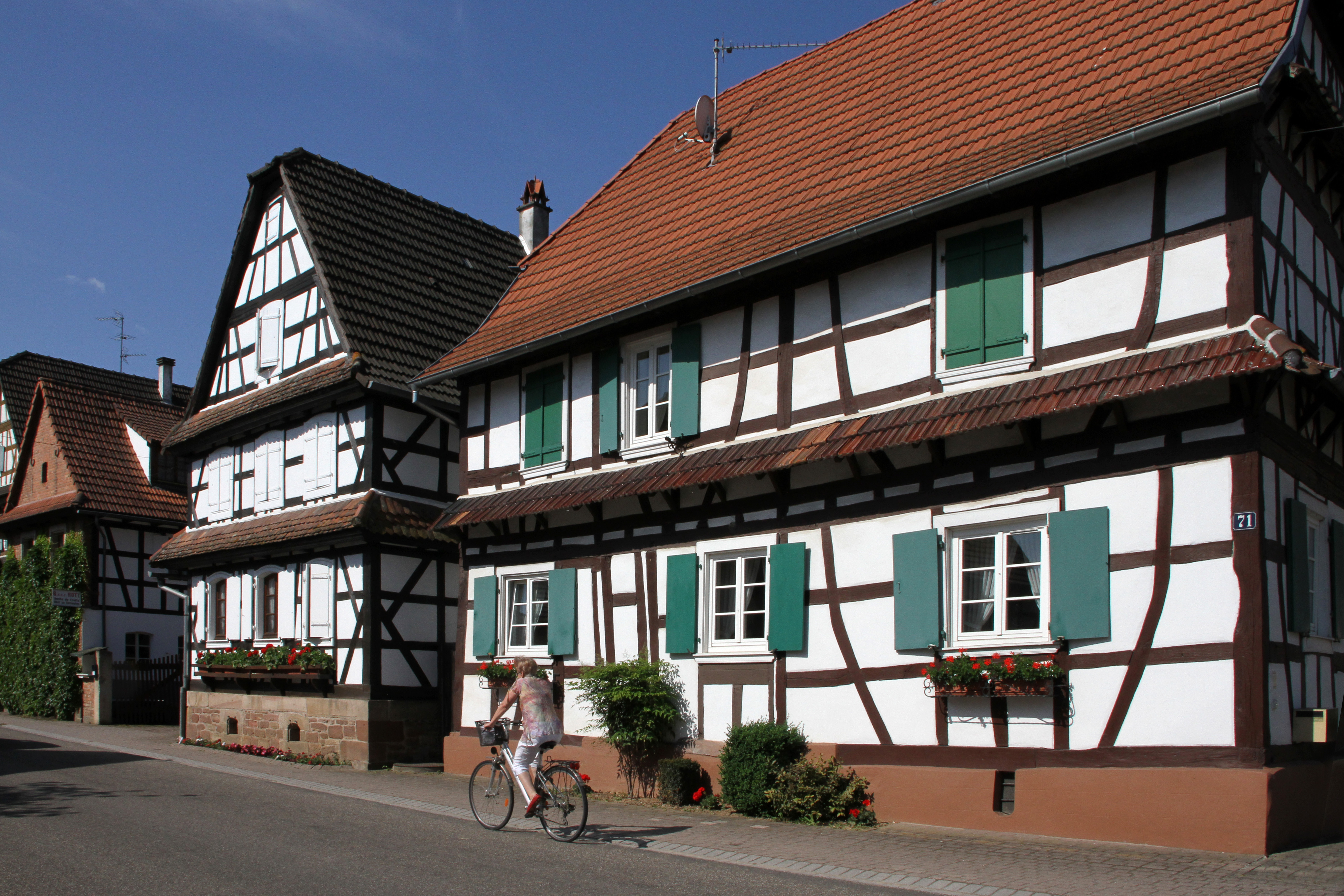